# Timothy M. Swager
Timothy M. Swager est né le 1er juillet 1961, et il est originaire de Sheridan, Montana. Swager a obtenu son BS en chimie de l'Université d'État du Montana, a obtenu un doctorat du California Institute of Technology en collaboration avec Robert H. Grubbs et a effectué des études postdoctorales au Massachusetts Institute of Technology sous la direction de Mark S. Wrighton .

## Biographie
Timothy M. Swager est né en 1961 à Sheridan. Il a commencé comme professeur adjoint à l'Université de Pennsylvanie en 1990 et est revenu au MIT en 1996 en tant que professeur titulaire. Swager est surtout connu pour avoir fait progresser de nouveaux concepts de détection chimique basés sur des principes électroniques moléculaires. Il a introduit les concepts de transport de charge et d'énergie à travers des Fil moléculaires (en) et des nanofils comme méthode pour créer des signaux amplifiés pour des événements chimiques,. Ces méthodes ont donné naissance aux capteurs d’explosifs sensibles qui ont été commercialisés sous le nom commercial Fido. Il a démontré l'intégration de la reconnaissance moléculaire dans les capteurs Chimirésistances (en), d'abord avec des polymères conducteurs, et plus tard avec des nanotubes de carbone,, et ces méthodes ont été commercialisées pour la première fois par C 2 Sense. Il est également le cofondateur de PolyJoule Inc,qui produit des batteries organiques pour le stockage d'énergie stationnaire, et a fondé Xibus Systems,qui développe des méthodes améliorées de détection des bactéries pathogènes dans la production alimentaire,.
Swager a également apporté des contributions pionnières dans le domaine des cristaux liquides, démontrant comment de nouvelles formes moléculaires peuvent être utilisées pour introduire des corrélations intermoléculaires dans les structures et l'alignement. Dans le domaine des matériaux à haute résistance, en créant des structures imbriquées avec une ductilité et une résistance améliorées.Dans le domaine des nanomatériaux de carbone, il a développé des méthodes de fonctionnalisation et/ou de dispersion des graphènes et des nanotubes de carbone,,,. Il a également conçu de nouveaux matériaux radicaux en collaboration avec Robert G. Griffin (en) (MIT) pour la polarisation nucléaire dynamique afin d'améliorer le rapport signal sur bruit dans les expériences RMN. Un certain nombre de ces agents d'amélioration sont disponibles dans le commerce auprès de DyNuPol Corp. Swager a publié plus de 500 manuscrits évalués par des pairs et possède plus de 100 brevets délivrés. En janvier 2024, son indice de Hirsch était de 120.

## Prix et reconnaissances
- Prix Carl S. Marvel de chimie créative des polymères 2005, American Chemical Society[18]
- Prix de la sécurité intérieure 2005 de la Fondation Christophe Colomb[19]
- Prix Lemelson-MIT 2007 pour l'invention et l'innovation[20]
- Doctorat honorifique en sciences 2008, Université d'État du Montana[21]
- Prix 2013 de l'invention créative, American Chemical Society[22]
- Prix Gustavus Esselen (en) 2016 pour la chimie d'intérêt public[23]
- Prix  Linus Pauling (en) 2016
- Prix de chimie des polymères 2019, American Chemical Society[24]
- Prix Arthur C. Cope 2025 de l'American Chemical Society[25]